# آيت عبو المركز (تسقي)
آيت عبو المركز هي إحدى مشيخات المملكة المغربية، تتبع جغرافيا لإقليم أزيلال وإداريًا لتسقي. يقدر عدد سكانها بـ 1708 نسمة حسب الإحصاء الرسمي للسكان والسكنى لسنة 2004.